# Robertstown (ort i Irland)
Robertstown (iriska: Baile Riobaird) är en ort i republiken Irland.   Den ligger i grevskapet Kildare och provinsen Leinster, i den centrala delen av landet, 40 km väster om huvudstaden Dublin. Robertstown ligger 78 meter över havet och antalet invånare är 669.
Terrängen runt Robertstown är platt. Runt Robertstown är det ganska tätbefolkat, med 65 invånare per kvadratkilometer. Närmaste större samhälle är Naas, 11,9 km sydost om Robertstown. Trakten runt Robertstown består i huvudsak av gräsmarker.